# リトル・ネリー・ケリー
『リトル・ネリー・ケリー』（Little Nellie Kelly）は、1940年のアメリカ合衆国のミュージカル映画。ジョージ・M・コーハン制作の1922年のミュージカル『Little Nellie Kelly』に基づいて制作された。ノーマン・タウログが監督、ジュディ・ガーランドとジョージ・マーフィが主演を務めた。

## ストーリー

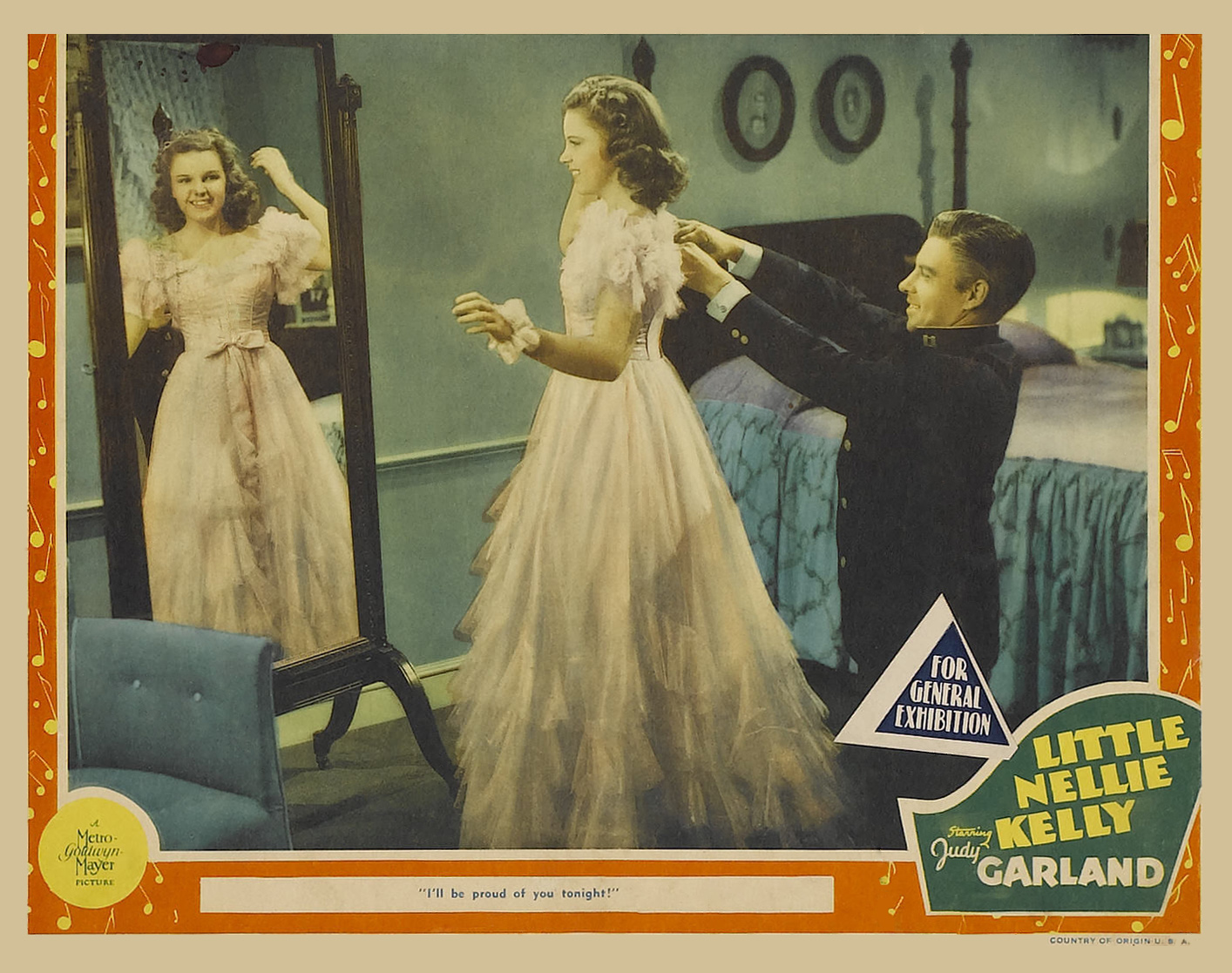
映画ポスター(左)ジュディ・ガーランド(右)ジョージ・マーフィ

アイルランド人のネリー・ヌーナン(ジュディ・ガーランド)は、子煩悩だが仕事嫌いでつむじ曲がりの父親マイケル・ヌーナン(チャールズ・ウィニンガー)の反対を押し切り、恋人ジェリー・ケリー(ジョージ・マーフィ)と結婚する。三人はアメリカに移住し、ジェリーは警察官の職を手に入れるが、マイケルは娘の結婚が気に入らず、ジェリーと口を利こうとしない。ネリーは出産で死亡し、ジェリーとマイケルは和解せぬまま子育てをすることになる。
子のリトル・ネリー・ケリー(ジュディ・ガーランド)は成長し、母親そっくりの魅力的な娘に育つが、警察署の隊長となった父と相変わらず仕事嫌いの祖父を和解させられずにいた。彼女はセイントパトリックス・デーのパレードで、移民仲間の息子デニス・フォガティ(ダグラス・マクファイル)に出会い、恋に落ちる。しかし、二人のロマンスを歓迎するジェリーと反対するマイケルの対立は激化し、最終的にマイケルは家を出て行ってしまう。
その後、しばらく行方不明となっていたマイケルだが、セントラルパークで御者として働いているところを孫ネリーに見つかり、さらにそこへジェリーも合流し、皆は和解する。

## キャスト
- リトル・ネリー・ケリー: ジュディ・ガーランド
- ネリー・ケリー(ヌーナン): ジュディ・ガーランド - リトル・ネリー・ケリーの母。
- ジェリー・ケリー: ジョージ・マーフィ - リトル・ネリー・ケリーの父。
- マイケル・ヌーナン: チャールズ・ウィニンガー（英語版） - リトル・ネリー・ケリーの祖父。
- デニス・フォガティ: ダグラス・マクファイル（英語版） - リトル・ネリー・ケリーの恋人。
- ティモシー・フォガティ: アーサー・シールズ（英語版） - デニス・フォガティの父。
- メアリー・フォガティ: リタ・ペイジ - ティモシー・フォガティ夫人。
- モリアーティ: フォレスター・ハービー（英語版） - マイケル・ヌーナンの友人。
- マクゴーワン巡査部長: ジェームズ・バーク（英語版）
- キーヴァン: ジョージ・ワッツ - ニューヨークのバーのオーナー。

## 楽曲
- A Pretty Girl Milking Her Cow - ジュディ・ガーランド演奏。
- Nellie Is a Darlin’ - チャールズ・ウィニンガー演奏。
- It's a Great Day for the Irish - ジュディ・ガーランド、ダグラス・マクファイル、他演奏。
- Happy Birthday to You
- A Pretty Girl Milking Her Cow (リプライズ) - ジュディ・ガーランド演奏。
- Singin’ in the Rain - ジュディ・ガーランド演奏。
- Nellie Kelly, I Love You - ジュディ・ガーランド、ダグラス・マクファイル、ジョージ・マーフィ、他演奏。
- Nellie Kelly, I Love You (リプライズ) - ジュディ・ガーランド、ダグラス・マクファイル、ジョージ・マーフィ、チャールズ・ウィニンガー演奏。

### アウトテイク
- Danny Boy - ジュディ・ガーランド演奏。
- You Remind Me Of My Mother - ダグラス・マクファイル演奏。[5]

## 制作
兼ねてよりジュディ・ガーランドの才能を引き出したいと考えていたアーサー・フリードとロジャー・イーデンスが、ジョージ・M・コーハンのミュージカル『Little Nellie Kelly』に目をつけたことにより、制作が始まった。
子供の役しか与えられてこなかったジュディは、初めての大人の役に飛びついたものの、MGMの首脳ルイス・B・メイヤーは当初このキャスティングに反対した。イーデンスは後に、「メイヤー氏はガーランドが成長するという考えが気に入らなかったようだ。『あの赤ん坊に子供を産ませるわけにはいかない』と。」と語っている。しかし、ストーリーの内容はメイヤーの興味を引くものであったため、最終的にこのキャスティングは承諾された。
この作品は、ジュディが死亡するシーンがある唯一の作品として有名だが、ジョージ・マーフィーは、後にこのシーンについて、これほど素晴らしい演技は見たことがないと述べている。ジュディが大人の役をこなせる演技力があるかどうかというMGM社内での疑問は、このシーンで確実に払拭された。
リトル・ネリー・ケリーの成長を描いた「ネリー・モンタージュ」のシーンでは、ジュディの子供時代の実際の写真を使用してシーンに真実味を与えた。